# Marston Bigot
Marston Bigot – wieś w Anglii, w hrabstwie Somerset, w dystrykcie (unitary authority) Somerset. Leży 32 km na południowy wschód od miasta Bristol i 158 km na zachód od Londynu.